# Baptisia cinerea
Baptisia cinerea är en ärtväxtart som först beskrevs av Constantine Samuel Rafinesque, och fick sitt nu gällande namn av Merritt Lyndon Fernald och Bernice Giduz Schubert. Baptisia cinerea ingår i släktet Baptisia och familjen ärtväxter. Inga underarter finns listade i Catalogue of Life.